# 非子
非子（—前858年），嬴姓，名非子，西周中期人物。秦國的建國君主，大骆之子、伯益之後。周孝王繼位後，試圖復興周朝國力。非子善於牧馬，孝王命令非子於汧河及渭河之間養馬，一年下來，馬的匹數增加了一倍多。孝王十分滿意，就將秦地幾十里的土地封給他，成为周朝的附庸，這就是日後統一中國的秦朝發源地。

## 家族
非子的祖先女脩是颛顼的孙女（脩，一作“修”），传至伯益时佐禹治水，又助舜訓練鳥獸，舜賜姓嬴。到蜚廉时，有子恶来和季胜。季胜的四世孙造父，为周穆王驾车，日驱千里助穆王平定徐偃王叛乱，获封赵城（今山西省洪洞县赵城镇），造父遂以封地为氏。恶来的后代因为造父受到周王的恩宠，都蒙恩住在赵城，以赵为氏。

## 生平
非子居住在西犬丘（今甘肃省礼县境内），善于养马。周孝王召见非子，让他在汧河、渭河之间管理马匹。在非子的悉心照料下，马匹得到大量繁殖。周孝王非常高兴，打算废大骆的嫡子成，另立庶子非子做继承人。成的外祖父申侯向周孝王指出：中潏是西申国先祖骊山之女和戎胥轩的儿子，中潏由于亲戚关系归附于西周，保守西垂（即西犬丘）。现在西申又和大骆通婚，西戎得以归顺，西周的统治才能稳定。周孝王于是另封非子于秦邑（秦亭）（一般认为在今甘肃省天水市境内，具体地址有争议）为附庸，延续嬴姓的祭祀，號曰秦嬴，即嬴姓秦氏。周孝王也没有废除成的继承权，以此来交好西戎。
前858年，非子去世，其子秦侯继位。